# Rubén Pagnanini
Rubén Oscar Pagnanini (San Nicolás de los Arroyos, 31 gennaio 1949) è un ex calciatore argentino, di ruolo di difensore.
Soprannominato "El Gato" (in italiano Il gatto), a livello di squadre di club ha vestito le maglie di Estudiantes, Independiente ed Argentinos Juniors, vincendo due campionati Nacional con l'Independiente nel 1977 e nel 1978.
È stato Campione del mondo con l'Argentina nel Mondiale del 1978, pur non scendendo mai in campo durante il torneo.
Nel 2007 ha allenato per un breve periodo La Emilia, squadra militante nel Torneo Argentino B (campionato argentino di 4º livello).

## Palmarès

### Club

#### Competizioni nazionali
- Campionato argentino: 2

Independiente: Nacional 1977, Nacional 1978

#### Competizioni internazionali
- Coppa Libertadores: 3

Estudiantes: 1968, 1969, 1970
- Coppa Interamericana: 1

Estudiantes: 1968
- Coppa Intercontinentale: 1

Estudiantes: 1968

### Nazionale
Campionato mondiale: 1 
Argentina 1978